# Mai 1918 (guerre mondiale)
avril 1918 - mai 1918 - juin 1918
- 2 mai : 
  - conférence d'Abbeville. Ferdinand Foch réclame l'autorité sur le front italien mais n'obtient qu'un pouvoir de coordination.

- 7 mai : 
  - Signature de la paix de Bucarest entre la Roumanie défaite et les membres de la Quadruplice : le traité, jamais ratifié, n'entre pas en application.

- 9 mai : 
  - L'as français René Fonck abat 6 avions allemands au cours de la même journée.

- 12 mai : 
  - Conférence de Spa : Charles Ier, éclaboussé par le scandale de l'Affaire Sixte, se voit imposer la vassalisation de son empire par Guillaume II et ses conseillers, lors de la première des quatre conférences de Spa.

- 14 mai : 
  - La branche aéronautique de l'United States Army est rebaptisée United States Army Air Service.

- 19 mai : 
  - Dernier raid de bombardiers (avions et dirigeables) allemands au-dessus de l'Angleterre.

- 27 mai : 
  - Ludendorff lance les troupes allemandes à l'assaut des positions alliées sur le chemin des Dames, dans le cadre d'une offensive stratégique, divisée en deux attaques, respectivement baptisées Blücher et York.

- 30 mai : 
  - Échec des opérations Blücher et York : Les unités allemandes ne parviennent pas à franchir la Marne.